# Liophis williamsi
Liophis williamsi este o specie de șerpi din genul Liophis, familia Colubridae, descrisă de Roze 1958. A fost clasificată de IUCN ca specie în pericol. Conform Catalogue of Life specia Liophis williamsi nu are subspecii cunoscute.